# Hraniční potok (přítok Rybného potoka)
Hraniční potok (německy Grenzbach) je vodní tok v Krušných horách v Ústeckém kraji České republiky a v zemském okrese Saské Švýcarsko-Východní Krušné hory v Sasku v Německu. Pramení západně od Krásného Lesa v nadmořské výšce přibližně 660 metrů na česko-německé státní hranici. V celém svém 3,3 kilometru dlouhém úseku kopíruje státní hranici a končí západně od vrchu Špičák, kde se levostranně vlévá do Rybného potoka. Krátce předtím jej překlenuje most dálnice D8 (Grenzbrücke). Má několik levostranných přítoků z Německa, pramenících v okolí obce Fürstenwalde, a jeden pravostranný přítok z české strany. Protéká po hranici přírodního parku Východní Krušné hory a hydrologicky spadá do úmoří Severního moře, respektive povodí řeky Labe. Náleží do mezipovodí vodního útvaru Rybný potok/Gottleuba po vzdutí nádrže Gottleuba.